# Spinellus
Spinellus Tiegh. (szpileczka) – rodzaj grzybów należący do typu Mucoromycota. W Polsce występuje 1 gatunek – szpileczka czerniejąca.

## Charakterystyka
Grzyby nagrzybne, pasożyty obligatoryjne grzybów kapeluszowych, znane głównie w postaci anamorfy. Niemal wszystkie (z wyjątkiem Spinellus macrocarpus) tworzą grzybnię powietrzną. Sporangiofory wyrastające oddzielnie, nierozgałęzione, o nabrzmiałej podstawie przechodzącej w apofizę, z przegrodami i cienką, barwną błoną o metalicznym połysku. Błona zarodni rozpływa się w wodzie. Zarodniki (sporangiospory) o barwie od szarej do brunatnej.
Organizmy izogamiczne lub anizogamiczne

## Systematyka
Pozycja w klasyfikacji według Index Fungorum
Phycomycetaceae, Mucorales, Incertae sedis, Mucoromycetes, Mucoromycotina, Mucoromycota, Fungi.
Gatunki
- Spinellus arvernensis L. Ling 1930
- Spinellus chalybeus (Dozy & Molk.) Vuill. 1904
- Spinellus fusiger (Link) Tiegh. 1875 – szpileczka czerniejąca
- Spinellus gigasporus Cooke & Massee 1889
- Spinellus sphaerosporus Tiegh. 1875

Nazwy naukowe na podstawie Index Fungorum.